# Hans Sắt (phim, 1988)
Hans Sắt (tiếng Đức: Der Eisenhans) là một bộ phim thần tiên - cổ tích của đạo diễn Karl Heinz Lotz, ra mắt lần đầu năm 1988.
Truyện phim dựa theo câu chuyện cổ tích cùng tên của Anh em nhà Grimm.

## Nội dung
Xưa có một ông vua. Quanh cung điện của vua là một khu rừng lớn trong đó có đủ các loài dã thú. Một hôm, có một người thợ săn được vua phái vào rừng để bắn một con nai, nhưng không thấy anh ta trở về vua bảo:
- Có lẽ hắn gặp tai nạn rồi.
Hôm sau, vua sai hai tên thợ săn khác vào rừng để tìm người thứ nhất, nhưng rồi cũng chẳng thấy ai về. Ngày thứ ba, vua cho triệu tất cả các thợ săn trong xứ đến bảo:
- Các ngươi hãy đi sục khắp khu rừng tìm ra kỳ được ba người mới thôi.
Đoàn người đi rồi lại cũng không thấy ai về. Cả đến đàn chó săn mà họ dắt theo cũng biến đâu hết cả. Từ hôm đó chẳng ai dám vào rừng nữa. Khu rừng càng thêm âm thầm hiu quạnh. Họa hoằn mới thấy bóng một con chim ưng, hoặc một con diều hâu bay ngang qua. Cứ thế cho mãi đến mấy năm sau mới có một người thợ săn lạ mặt đến yết kiến vua, xin chu cấp và tình nguyện vào khu rừng nguy hiểm nọ. Nhưng vua không muốn nhận lời bèn phán:
- Trong đó chẳng an toàn đâu, ta chỉ ngại nhà ngươi sẽ còn phải gặp chuyện rủi ro hơn cả mấy tên trước nữa, khó mà về thoát được.
Người thợ săn đáp:
- Tâu bệ hạ, xin cứ cho tôi thử một phen. Tôi không sợ đâu.
Người thợ săn dắt chó vào rừng. Đi mới được một lát. Chó tìm thấy vết thú. Nó muốn lần theo nhưng chưa được mấy bước đã thấy một cái đầm rất sâu chắn trước mặt, không thể nào đi tiếp được nữa. Liền đó một cánh tay trần trụi từ dưới nước ngoi lên túm lấy nó kéo xuống.
Người thợ săn thấy thế quay về ngay. Anh ta lấy thêm ba người nữa, đem thùng theo định tát cạn cái đầm kia. Lúc đã nhìn được suốt xuống tận đáy đầm, họ thấy có một người rừng nằm dài dưới đó, mình hắn toàn bộ màu nâu như sắt gỉ, tóc phủ qua mắt xõa xuống đến tận đầu gối. Họ lấy thừng trói gô hắn lại rồi điệu về cung điện.
Dân chúng xôn xao kinh ngạc về người rừng. Vua cho nhốt hắn vào một cái lồng sắt đựng ở ngoài sân chầu và nghiêm cấm không ai được mở cửa lồng. Kẻ trái lệnh sẽ bị tử hình và hoàng hậu đích thân giữ chìa khóa. Từ hôm đó, mọi người lại có thể yên tâm vào rừng.
Vua có một Hoàng tử lên tám tuổi. Một hôm, Hoàng tử đương chơi bóng ngoài sân bỗng quả bóng vàng lăn vào trong cái lồng. Hoàng tử chạy theo đòi:
- Trả lại bóng cho ta đây.
Người rừng đáp:
- Hãy mở cửa cho ta rồi ta sẽ trả.
Hoàng tử nói:
- Không được, điều đó thì không được, cha ta đã có lệnh cấm.
Nói xong, Hoàng tử chạy đi. Nhưng hôm sau, Hoàng tử lại đến đòi quả bóng. Người rừng lại dỗ:
- Mở cửa cho ta.
Hoàng tử không chịu. Ngày thứ ba, giữa lúc vua đi săn vắng, Hoàng tử lại tới bảo:
- Cho dù ta có muốn cũng chẳng mở được, vì ta không có chìa khóa.
Người rừng đáp:
- Chìa khóa ở dưới gối mẹ mi ấy, vào đó mà lấy.
Hoàng tử còn nhỏ tuổi, muốn lấy lại quả bóng quá, không kịp suy nghĩ chạy vào lấy luôn chìa khóa đem ra. Mở mãi mới được cái cửa, hoàng tử lại bị kẹp một ngón tay. Cửa mở rồi, người rừng bước ra, trả cho hoàng tử quả bóng rồi đi thẳng. Chú bé hoảng sợ, kêu gọi ầm ĩ:
- Trời, người rừng ơi, đừng đi, ta sẽ bị đòn mất thôi.
Người rừng bèn quay lại, bế bổng Hoàng tử lên vai, rảo bước đi vào rừng.
Lúc vua về nhà, thấy cái lồng trống không, vội hỏi hoàng hậu xem sự thể thế nào. Hoàng hậu vẫn chưa biết chuyện mới đi tìm chìa khóa thì chìa khóa đã mất. Hoàng hậu vội lên tiếng gọi con, không thấy ai trả lời. Vua sai người ra ngoài thành tìm mà không thấy. Vua đoán biết là có chuyện gì rồi. Trong triều, không khí nặng nề buồn bã.
Lúc người rừng đã vào tới quãng rừng sâu rồi. Hắn đặt chú bé xuống đất mà bảo chú:
- Mi sẽ không được thấy lại bố mẹ nữa đâu. Tuy vậy ta sẽ giữ mi ở với ta, ta thương mi vì chính mi đã giải thoát cho ta. Mi cứ theo đúng lời ta dặn thì sẽ được đối đãi tử tế. Vàng ngọc ở đây không thiếu, ta có nhiều của cải hơn bất kỳ ai trên thế gian này...

## Diễn viên
| - Dirk Schoedon: Hans Sắt/Jacob - Gundula Köster: Công chúa Ulrike - Asad Schwarz: Hoàng tử Joachim - Johannes Knittel: Wilder König - Werner Godemann: Milder König - Peter Prager: Schwarzer Jäger - Wilfried Loll: Sein Kanonier - Gudrun Okras: 1. Hofdame - Lydia Billiet: 2. Hofdame - Marita Böhme: 3. Hofdame - Axel Werner: 1. Hofmeister - Peter Dommisch: 2. Hofmeister | - Ilse Voigt: Urgroßmutter - Christel Leuner: Großmutter - Susanne Böwe: Mutter - Judith Lehmann: Tochter - Carl Heinz Choynski: Hofmarschall - Eckhard Müller: Chefkoch - Bert Frenzke: Knödelkoch - Mario Turra: Patissier - Peter Kube: Dürrer Koch - Rudolf Frickau: Gärtner - Mirko Haninger: Pantomime |

## Ê-kíp
- Thiết kế sản xuất: Paul Lehmann
- Phục trang: Regina Viertel
- Hóa trang: Ines Forchner, Wolfgang Mowis, Christiane Müller, Arnd Philipp, Brigitte Welzel
- Âm thanh: Hugo Gries, Rosemarie Linde, Gerhard Ribbeck

## Hậu trường

### Một số cảnh trong phim

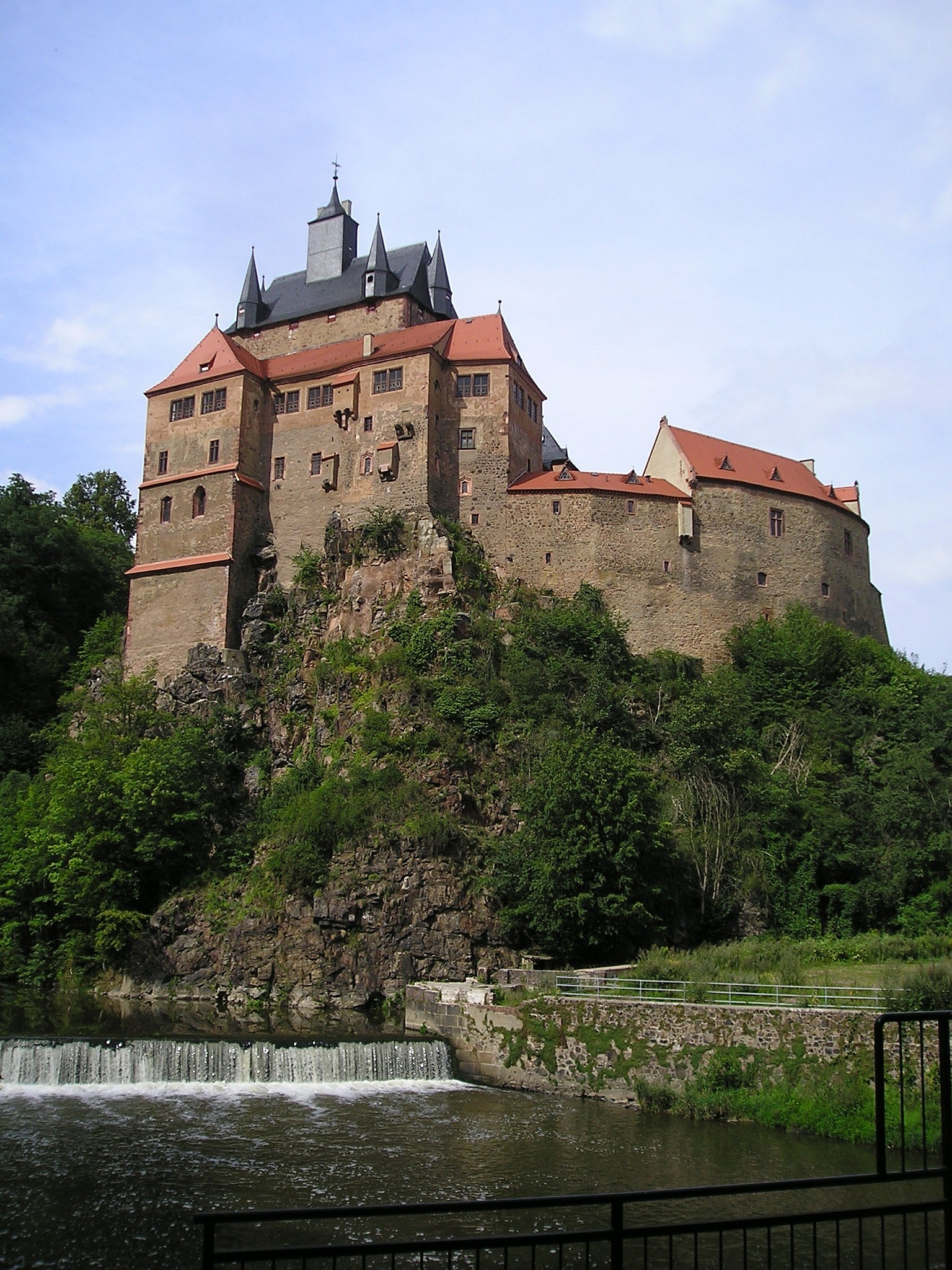
Lâu đài Kriebstein
Một cảnh trữ tình trong phim
Poster phim

## Vinh danh
- Bằng danh dự - Liên hoan phim thiếu nhi Chim Sẻ Vàng (1989)